# Guille Milkyway
Guillem Vilella Falgueras, (Sant Cugat del Vallés, 25 d'abril de 1974) més conegut com a Guille Milkyway és un cantant, DJ i productor musical català, creador del projecte musical La Casa Azul.
L'any 2010 va guanyar el Premi Goya a la millor cançó original per la pel·lícula Yo, también. Ha col·laborat amb Televisió de Catalunya en diversos programes com per exemple creant la sintonia dels 25 anys de la Corporació i del programa Els 25, presentat per Judit Mascó, formant part del jurat de la primera i segona edició del concurs musical de corals de TV3 Oh happy day o produint les cançons del Projecte Beta del SX3.
L'any 2017 fou professor de cultura musical al programa de televisió d'Operación Triumfo. També ha produït música per a publicitat en altres mitjans per productes com ara MTV Espanya, Samsung Z240, i Nesquik (Nestlé) i creat simfonies com la dels 10 anys de RAC1 (Superherois).

## Discografia[calcitació]
Com a Milkyway
- Maquetas (EP) - 1995
- In Love (EP) - Annika Records, Barcelona. 2002
- Up, Up and Away (Home Demos 1993-2002) (LP) - 2012

Senzills
- "Vull Saber-Ho Tot De Tu" - 2008
- "Superherois" - 2009
- "Yo, También" - 2009 (BSO de la pel·lícula del mateix nom)
- "How Many Days In Forever" - 2011
- "El Que Val La Pena De Veritat" - 2013

Com a productor
- Now that we are alone de Fine! - Barcelona 2001
- Contando historias de Cola Jet Set - Subterfuge, Madrid. 2004
- Melodrama de Corazón - Elefant Records, Madrid. 2005
- Villa Flir de Kiki d'Akí - Siesta Records, Madrid. 2006
- Al Galope de Las Escarlatinas - Siesta Records, Madrid. 2008
- Cuatricromía de Fangoria - Warner Music Spain, Madrid. 2013
- En Libertad de Nino Bravo - Universal Music Spain, Madrid. 2013
- Canciones para robots románticos de Fangoria - Warner Music Group, Madrid. 2016
- Extrapolaciones y dos preguntas de Fangoria - Warner Music Group, Madrid. 2019